# Paul Henrion
Paul Henrion, född 20 juli 1819 i Paris, död där 24 oktober 1901, var en fransk tonsättare.
Henrion blev omtyckt för sina romanser och visor. Han utgav inte mindre än 1 200 sådana. Han skrev även operetter.

## Fotnoter
1. 1 2  International Music Score Library Project, IMSLP-ID: Category:Henrion,_Paul, läst: 9 oktober 2017.[källa från Wikidata]